# Batalla de Senta
La batalla de Senta s'emmarca dins de la Guerra de la Lliga Santa i va enfrontar l'11 de setembre de 1697 a un exèrcit del Sacre Imperi Romanogermànic de 50 000 homes, sota el comandament d'Eugeni de Savoia, contra un important exèrcit otomà de més de 80 000 homes al comandament del Sultà Mustafà II. La batalla va acabar amb la victòria imperial.

## Preludi
A mitjan segle xvii, l'Imperi Otomà aconsegueix frenar l'anarquia durant un temps i realitzar una recuperació efímera però espectacular. Aquesta recuperació vindrà donada per dos grans visirs: Köprülü Mehmet Paixà i el seu fill Köprülü Fazil AhmedPaixà. Amb ells i malgrat la derrota a la Batalla de Sant Gottard (1664) es confirma l'autonomia de Transsilvània sota autoritat turca, l'Imperi otomà conquesta Candia als venecians malgrat la defensa de la seva dux Contarini i obté per aquesta conquesta l'illa de Creta. També emprèn en la dècada dels setanta dues guerres victorioses contra la Confederació de Polònia-Lituània. Però aquesta recuperació és de curta durada i després del Setge de Viena, i la consegüent derrota enfront de les tropes germà-austro-poloneses dirigides per Joan III Sobieski a la batalla de Kahlenberg, es forma una Lliga Santa que agrupa el Sacre Imperi Romanogermànic, Venècia, Polònia i una mica més tard a Rússia.
Mentre els russos ataquen Crimea i els venecians Morea i l'Àtica (destrucció parcial del Partenó el 1687), els Imperials dirigits per Eugeni de Savoia prenen Buda el 1686 i Belgrad el 1688.
La guerra dels Nou Anys distreu a l'Emperador i s'acumulen efectius a occident, per la qual cosa els turcs reconquereixen Belgrad (1690) i expulsen als venecians de Morea. A l'any següent Lluis Guillem de Baden-Baden conquista tota Transsilvània. La guerra va continuar en un estat de punt mort durant els sis anys següents.

## Moviments previs
Va sortir el sultà Mustafà II d'Edirne i va obrir en persona la campanya de 1697. A Sofia va saber que el general austríac Aucsperg s'havia vist precisat a aixecar el setge de Bihać, gràcies a la vigorosa defensa de la guarnició. També es va rebre la notícia d'una victòria naval que Mezzomorto havia obtingut sobre la flota veneciana, manada per Molino. El sultà va reunir dos consells de guerra per a decidir el pla de la campanya, i sentit el dictamen dels visirs, lligats en secret per a donar suport al pla d'operacions que el gran visir, Elmas Muhammed Bajà, havia fet per a aquesta campanya, que comptava amb extraordinàries prevencions, i manava ell el seu exèrcit en persona avançant ferosment cap a Hongria cap als marges del riu Tisza.

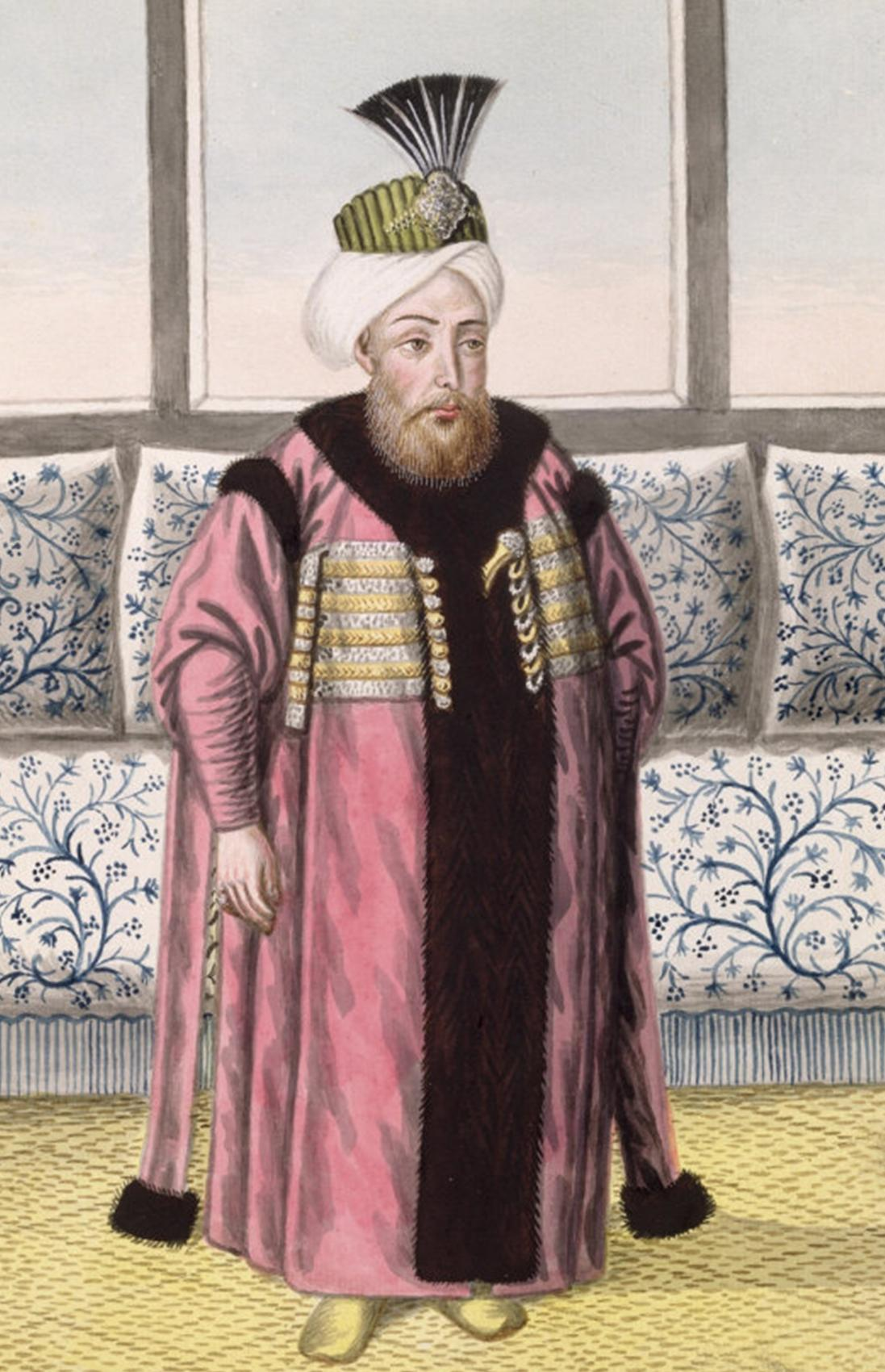
Mustafà II, obra de John Young.

Els Imperials es van ajuntar al mateix temps a Verismarton i els manava el Príncep Eugeni de Savoia, que havent-se posat en marxa, va anar a acampar a Futach, vila situada a la vora del Danubi. En un Consell de Guerra es va resoldre passar a Cubila, que distava dues llegües curtes per sobre de Titul, ciutat petita que s'havia pres als turcs en la campanya antecedent; i en fi, després d'alguns moviments, va acampar el 26 d'agost a Senta.
Després d'haver saquejat i cremat Titul, els otomans es van disposar a assetjar la fortalesa de Petrovaradin. El Gran Visir es va mantenir en el marge del Danubi, que calia creuar per a anar a assetjar Petrovaradin. Eugeni, ocultant les seves intencions amb escaramusses amb els spahís, havia passat el pont abans que ell.
Entre els presos que van prendre els Imperials, hi havia un Paixà, a qui van interrogar i, encara que al principi es va negar a respondre res, no va trigar a confessar que ja s'havia començat a creuar el Tisza, i que una gran part de l'exèrcit sota les ordres del gran visir ja estava fortament atrinxerat prop de Senta.
El Príncep Eugeni, que havia resolt donar una batalla, es trobava ocupat assenyalant els llocs als quals havia de col·locar-se la infanteria quan va arribar un correu a portar-li un orde de l'Emperador que li prohibia arriscar qualsevol combat. No obstant això, l'ordre arribava massa tard. Els preparatius per a la batalla estaven massa avançats. La seua detenció hauria suposat el sacrifici de part de les tropes imperials. Així que Eugeni es va ficar la carta en la butxaca i al capdavant de sis regiments de dracs es va acostar prou als turcs per a percebre que estaven preparats per creuar el Tisza. Després de la qual cosa va tornar al seu exèrcit amb aire de satisfacció, la qual cosa es va considerar que era un bon presagi per als soldats.

## La batalla

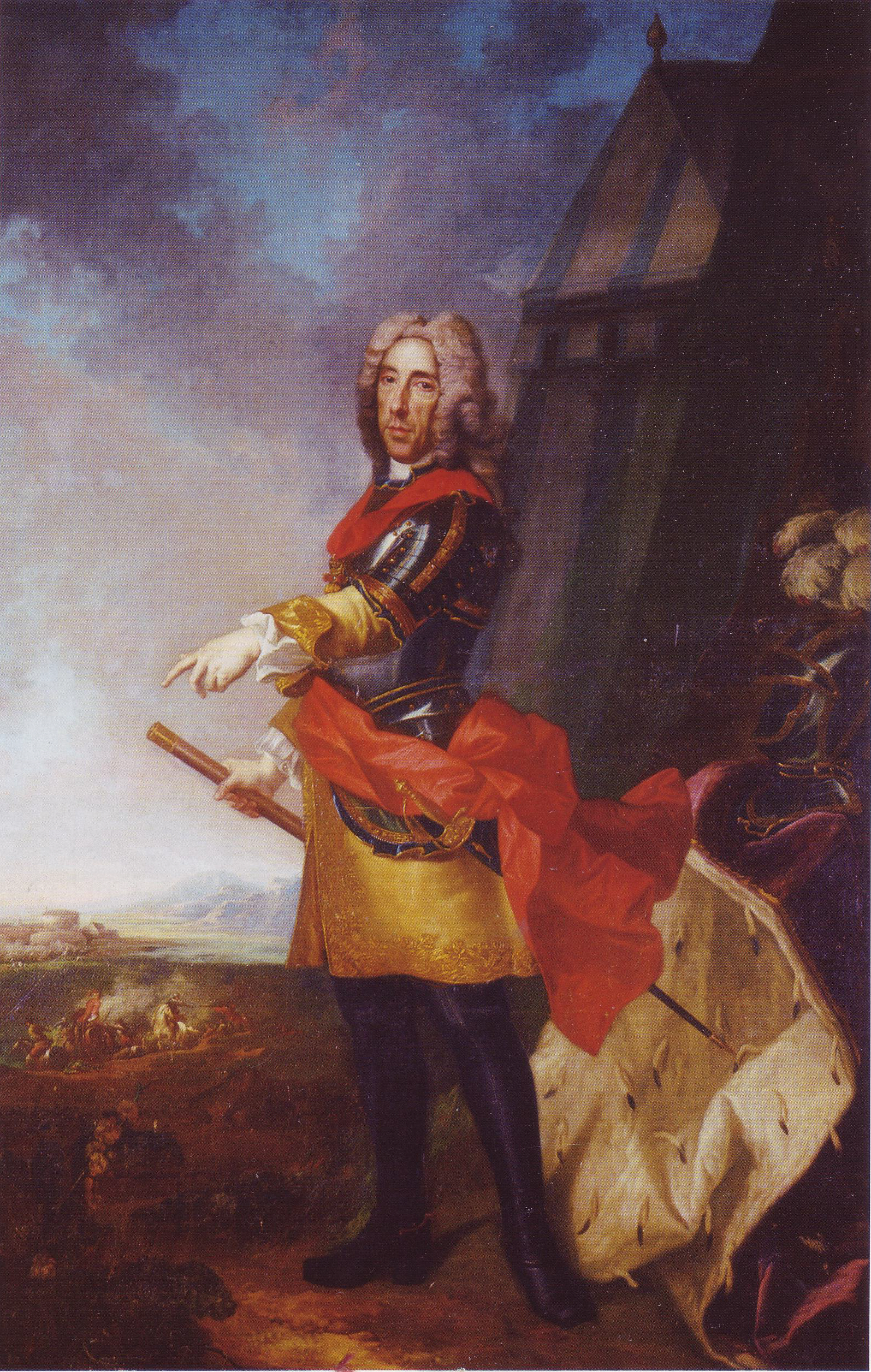
El Príncep Eugeni de Savoia, obra de Karl Gutkas.

L'exèrcit turc, dues vegades més nombrós que l'Imperial, estava apostat entre Bcrlek i Senta, a una plana regada per molts rierols, la qual s'estén a la dreta i a l'esquerra fins al Danubi. S'havien aixecat allí dues trinxeres, de les quals la primera estava guarnida per 100 peces d'artilleria. El Príncep Eugeni va començar el combat en fer fugir a dos mil spahís, als qui se'ls va obligar a replegar-se dins de les trinxeres, i després d'algunes descàrregues d'artilleria dels turcs, l'exèrcit imperial va avançar per l'ala esquerra comandada per Rabutin, inclinant-se una mica cap a la dreta, i el comte Starhemberg, que manava la dreta, per a fer el mateix moviment a l'esquerra, per tant, es van abraçar en un semicercle. Els turcs van atacar a l'esquerra imperial i Eugeni va enviar quatre batallons de la segona línia que -comptaven amb el suport de l'artilleria- per a dispersar a la cavalleria i obrir una bretxa a les trinxeres. Eren les sis de la tarda quan es va iniciar l'assalt. La infanteria es va llançar a les trinxeres amb la baioneta calada, i estava sostinguda per la cavalleria, que va avançar fins a la riba del fossat, el qual va trigar molt poc a omplir-se. Els turcs, impossibilitats de resistir aquest assalt, van cedir primer a la seva dreta, després al seu front i finalment pertot arreu. Els imperials els van seguir fins a la seva trinxera interior i va ser gran la mortaldat, perquè el pont era molt estret per a donar pas a tot un exèrcit desordenat, i la major part dels quals es van tirar al riu i es van ofegar.
No es van poder conèixer bé les pèrdues dels turcs fins a l'endemà, quan es van trobar la terra tota coberta de cossos morts. Del nombrós exèrcit otomà, vint mil homes van morir al camp de batalla, deu mil a les aigües: Elmas Muhammed Bajà, persuadit de la sort que li estava reservada, va preferir morir combatent i va morir a la refrega amb un gran nombre de baixes. Els oficials van agafar un immens botí: a més de l'artilleria, els bagatges i les caixes de l'exèrcit, es van apoderar d'un tresor bastant ric pertanyent al sultà, de deu dones del seu harem, dels seus cotxes, del segell de l'imperi, de set cues de cavall i de quatre-centes banderes, 72 canons, 505 barrils de pólvora, 48 parells de timbales, 500 tambors i fins i tot de diversos camells. El Sultà, que es trobava en l'altra riba del Tisza, va fugir una vegada va veure perduda la batalla, i a tot córrer va arribar a Temesvar (Timisoara), on es va ocupar de reemplaçar els alts dignataris que havien finiit a la derrota de Senta.
Després de la batalla de Senta, Eugeni de Savoia va enviar a Vaudémont per a portar la notícia a Viena. Va procedir a introduir-se a Bòsnia, on es van prendre i van destruir els castells de Dobay, Maglay, Schebze, Bronduckj i Sarajevo, ciutat rica i comerciant, que comptava amb més de 30 000 habitants, i que va ser enterament arruïnada, i va tornar a les seves casernes d'hivern a Hongria.

## Rebuda del Príncep Eugenio en la Cort

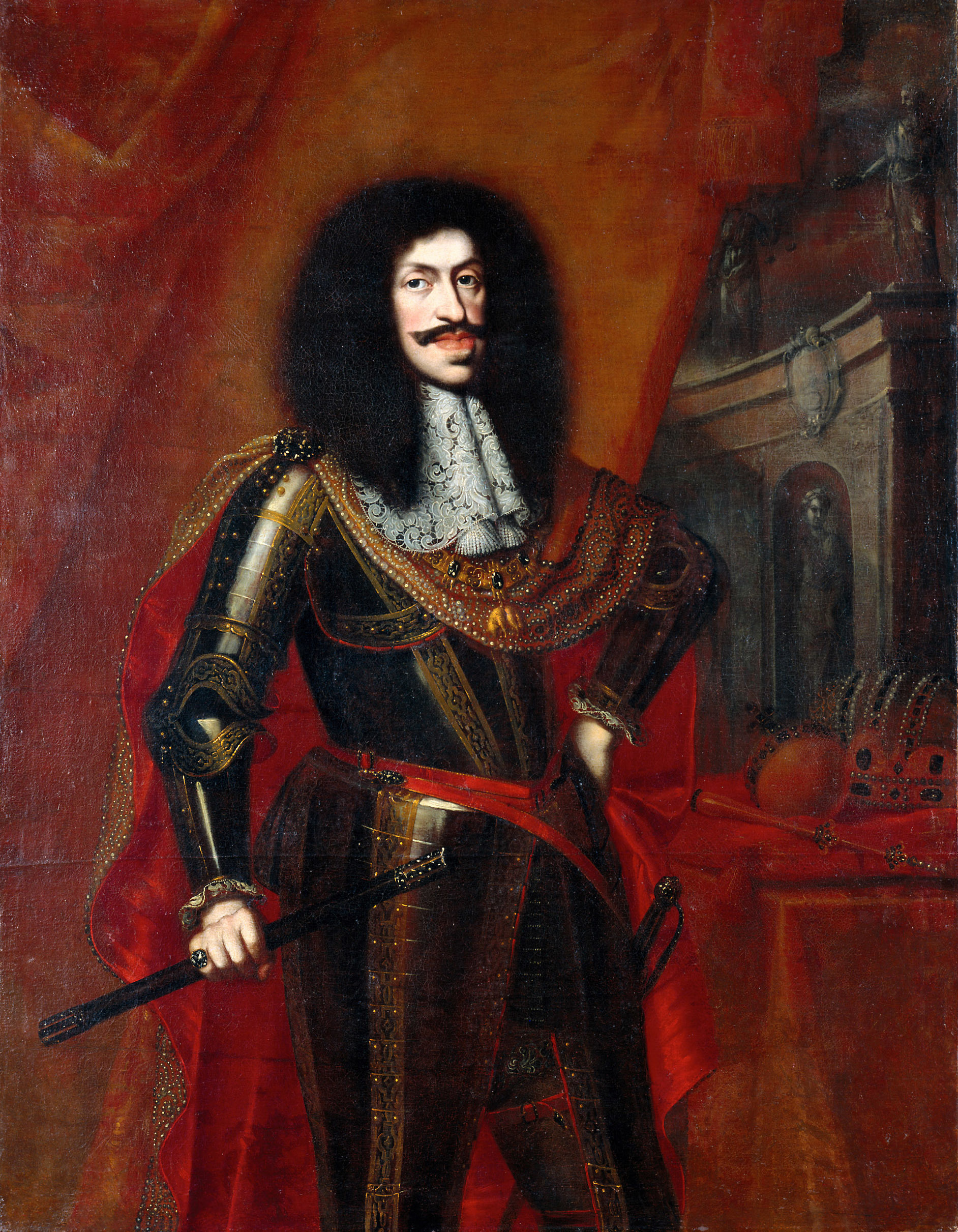
L'Emperador Leopold I, obra de Benjamin von Block.

En tornar a Viena, Leopold I el va rebre amb fredor, perquè els cortesans havien aprofitat l'absència del Príncep Eugeni per a intrigar contra ell. Eugeni es va retirar indignat, més encara quan Schlick li va demandar la seva espasa. Eugeni llavors va declarar:
“Aquí està, encara fumejant per la sang dels seus enemics, mai dono el meu consentiment per a prendre-la de nou, tret que sigui útil al servei de la seva Majestat ".
Amb aquesta frase renunciava a dirigir les tropes, la qual cosa hagués suposat un desastre per a l'Imperi en perdre al seu millor general. El van posar en arrest domiciliari, on va saber que cortesans com Gaspard Kinsky intrigaven per a portar-lo a judici en un consell de guerra per desobediència i per haver realitzat una acció audaç i perillosa i que, segons ells, havia de pagar amb el seu cap. El rumor es va estendre per Viena i la gent va muntar guàrdia al voltant de la seva casa per a defensar-lo en cas necessari. Aquesta reacció del poble va ser coneguda a la Cort i l'Emperador li va tornar a enviar l'espasa i li va retornar el comandament de l'exèrcit a Hongria. Eugeni va respondre que ho faria si se li donaven plens poders i si no estava més exposat a la malícia dels seus generals i ministres. L'Emperador no es va atrevir a donar-li aquesta plena autoritat pública, però ho va fer en secret, en una nota signada per ell mateix.

## Conseqüències de la batalla
Gràcies a la victòria en la batalla de Senta, la conquesta d'Azov per Pere el Gran i altres victòries cristianes, els turcs accepten la mediació d'Anglaterra i les Províncies Unides i el 26 de gener de 1699 signen el Tractat de Karlowitz, pel qual lliuren al Sacre Imperi, Transsilvània i Hongria (excepte el banat de Temesvar); a Venècia, Morea i una part de la costa dàlmata; a Rússia li cedeixen Azov i retornen a Polònia Podíl·lia i Ucraïna.